# موتا سينغ
موتا سينغ (بالإنجليزية: Mota Singh)‏ هو قاضي بريطاني، ولد في 1930 في نيروبي في كينيا، وتوفي في 13 نوفمبر 2016 في توتينغ ‏ في المملكة المتحدة.